# Griffoir

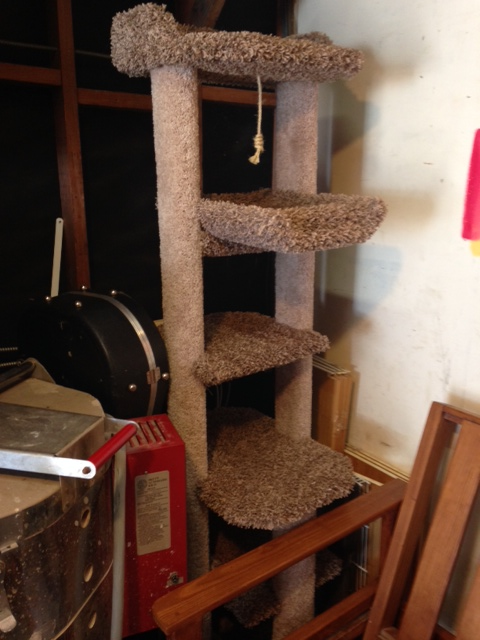
Arbre à chat comprenant deux griffoirs d'un mètre quatre-vingts de haut.

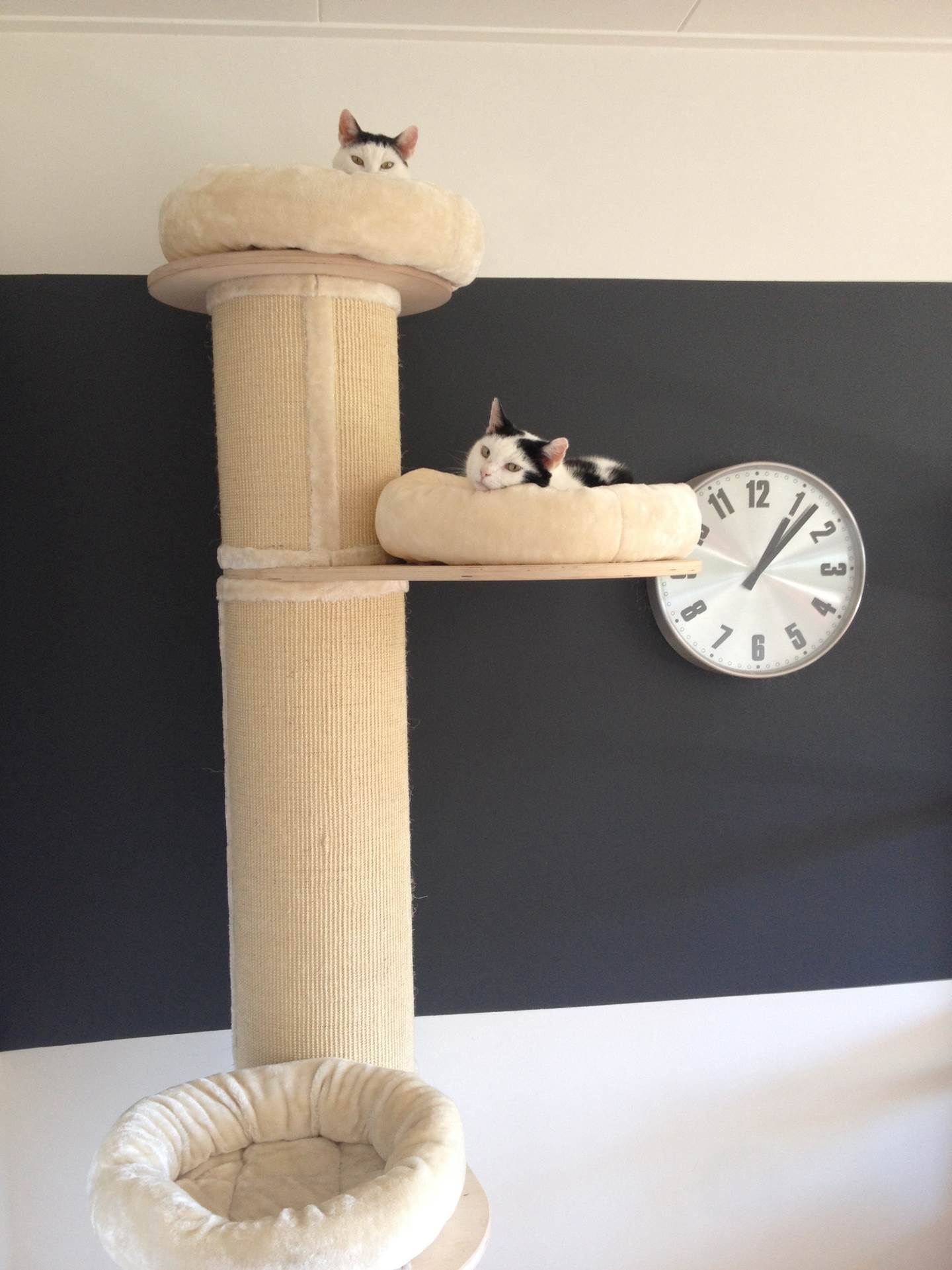
Arbre à chat monté sur un grand griffoir avec 2 chats.

Un griffoir est une planche ou un poteau, souvent en bois et recouvert d'une matière rugueuse, qu'un propriétaire place dans l'environnement de son chat pour ses besoins particuliers. Les chats ont en effet besoin d'aiguiser leurs griffes et de marquer leur territoire grâce à des glandes situées sous leurs pattes, tout en sollicitant leurs muscles. Le griffoir évite en principe les griffures sur les meubles, ainsi que de recourir à l'onyxectomie, mutilation illégale dans certains pays.
Les griffoirs les plus communs sont des poteaux de bois de cinquante centimètres à un mètre de haut, recouverts de tissu rugueux ou de sisal. Le poteau est fixé verticalement sur une base large et lourde ou ancrée au sol, dispositions permettant au chat de griffer en hauteur en s'appuyant sur ses pattes arrière et en s'étirant vers le haut, sans faire basculer le dispositif. D'autre part, les chats, et notamment les chatons, préfèrent généralement un griffoir qui ne bouge pas.
De nombreux propriétaires doivent tester plusieurs types de surface avant de trouver celle qui convient à leur chat. La surface peut être en tissu rugueux, en sisal, en toile de jute, en liège, en carton ondulé ou en osier. Il est également parfois nécessaire d'habituer le chat à se servir du griffoir selon les techniques usuelles du dressage.
Les arbres à chat incluent souvent un ou plusieurs griffoirs.

## Types

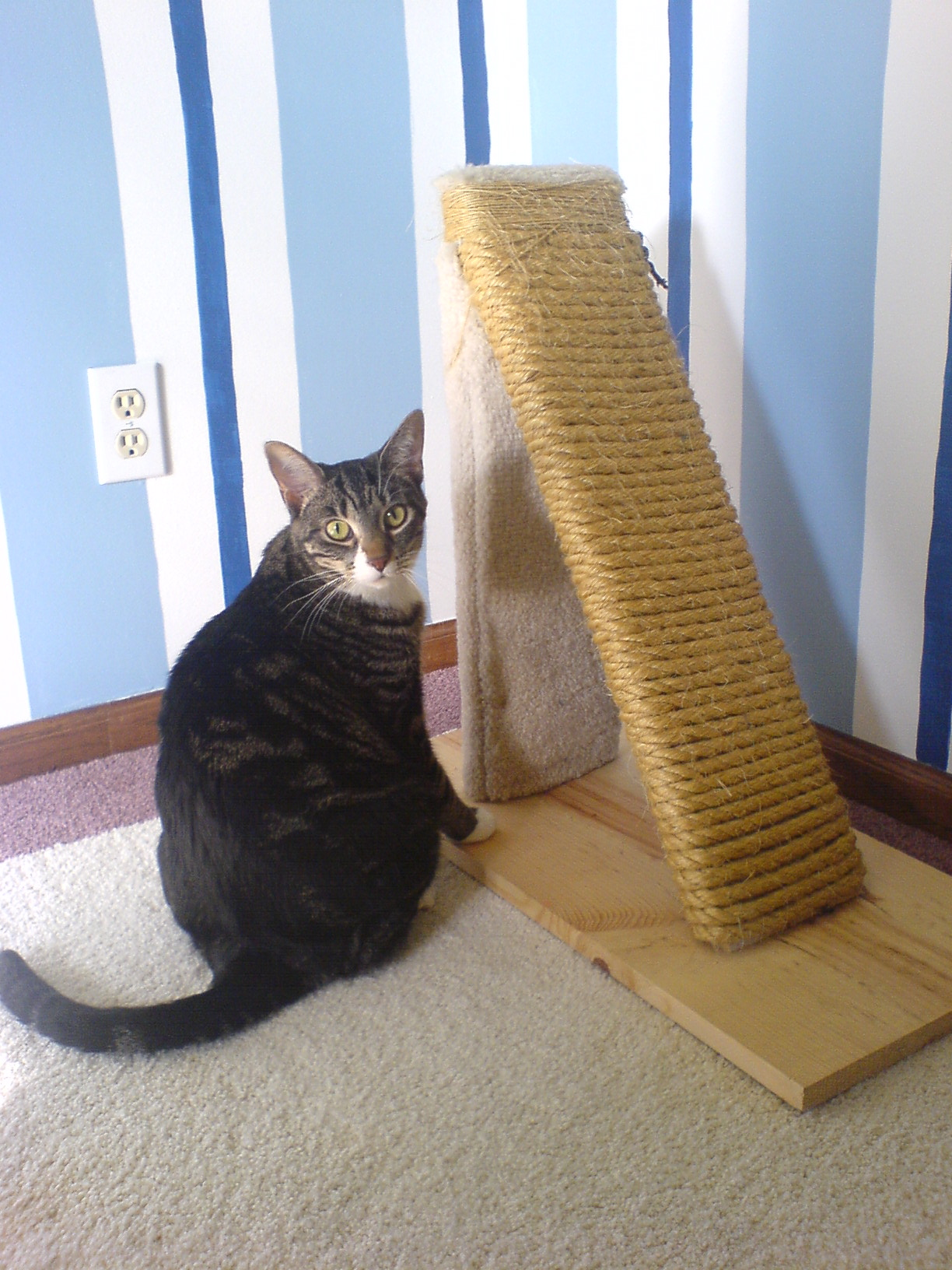
Griffoir incliné fait maison, recouvert de sisal
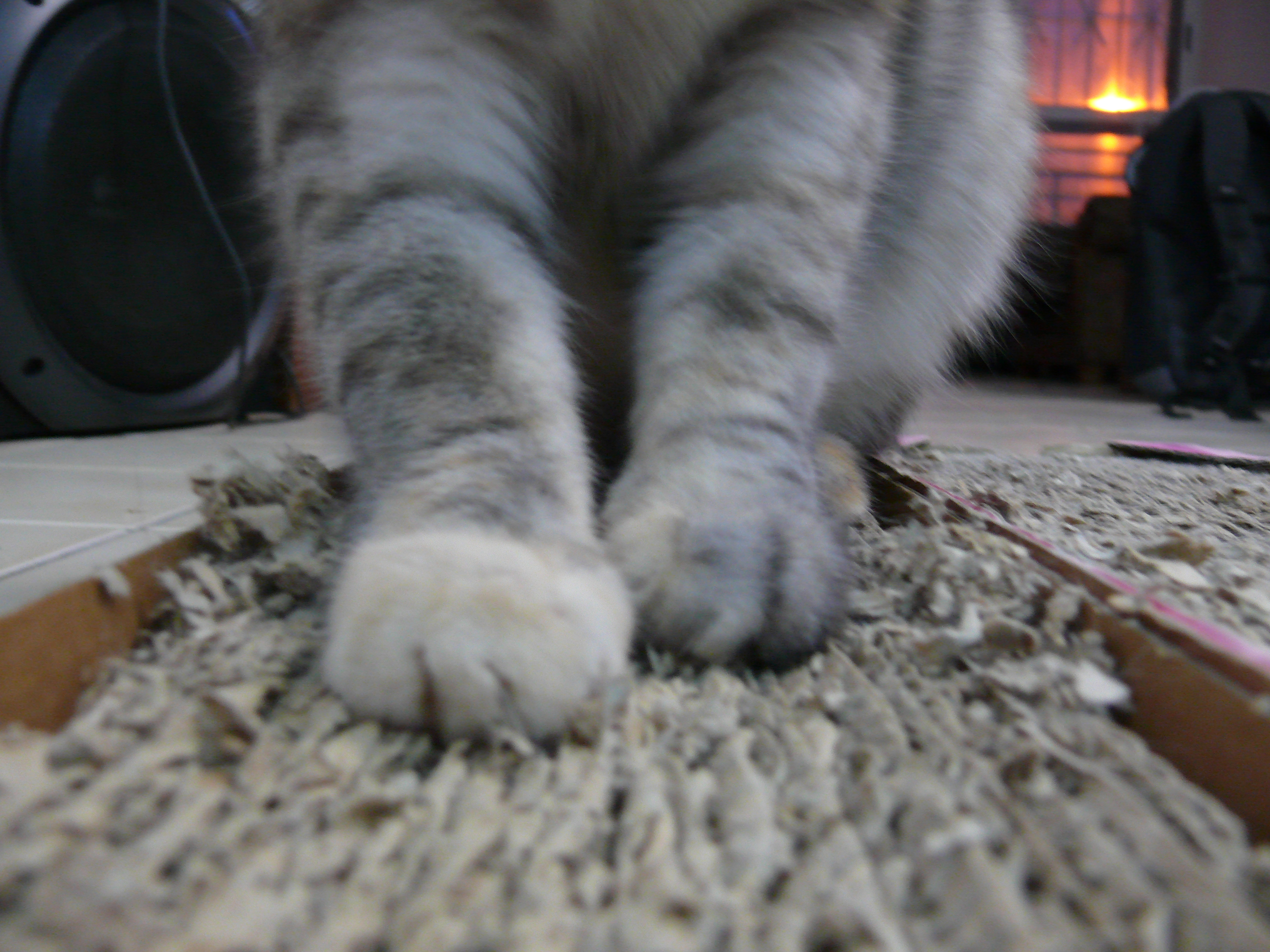
Griffoir en carton ondulé et son chat
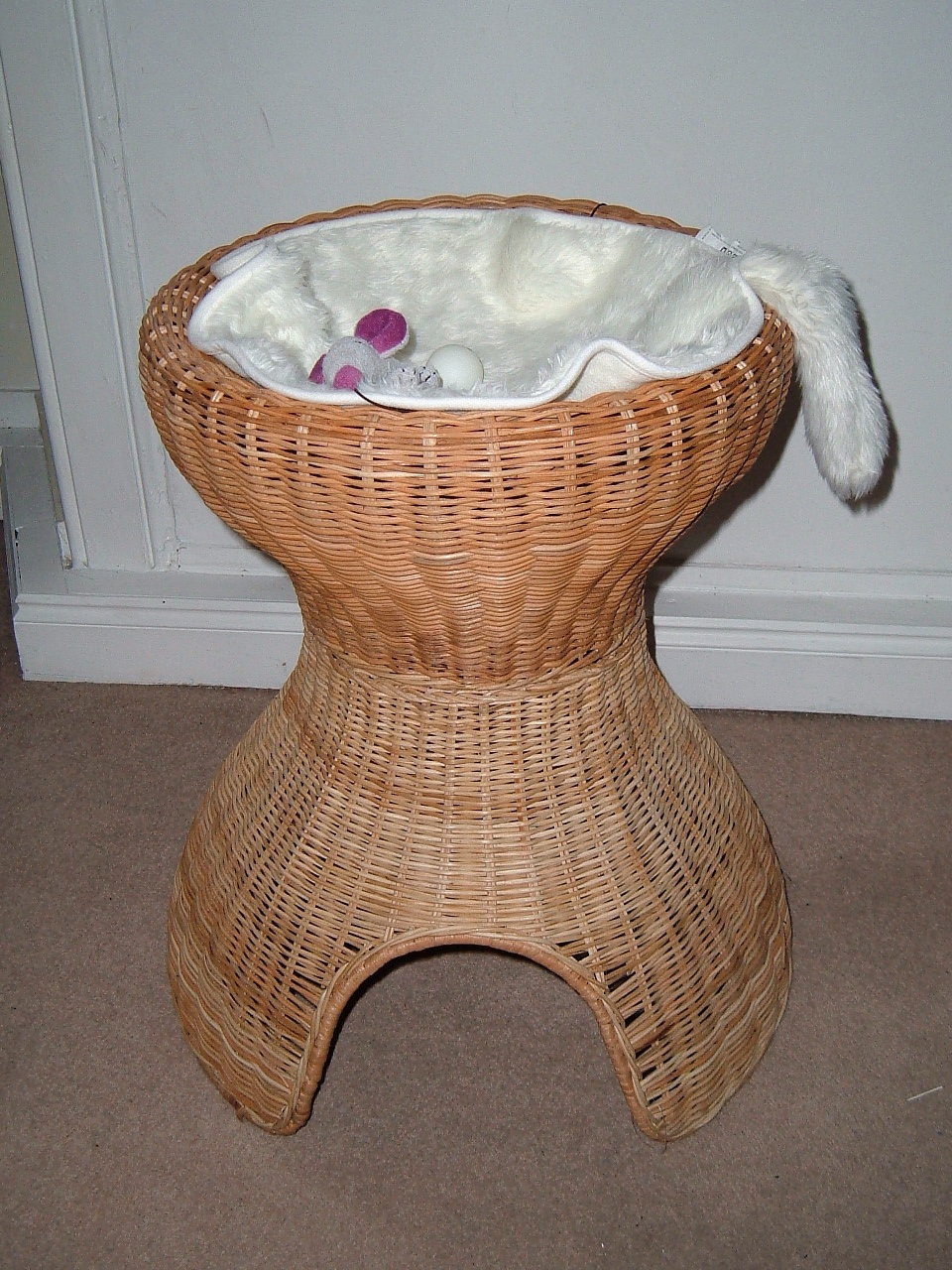
Griffoir en vannerie
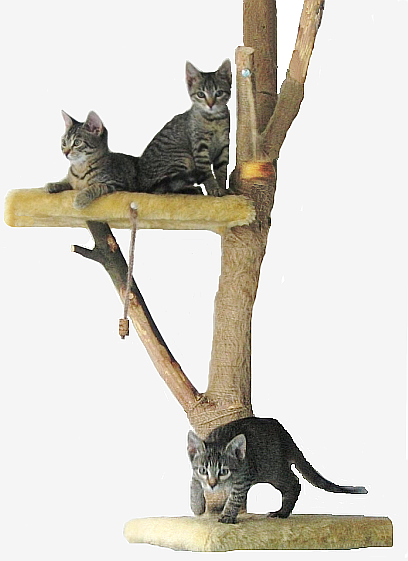
Arbre à chat